# Salmoneus mauiensis
Salmoneus mauiensis is een garnalensoort uit de familie van de Alpheidae. De wetenschappelijke naam van de soort is voor het eerst geldig gepubliceerd in 1930 door Edmondson.